# Protetika
Protetika je veja medicine, ki se ukvarja z nadomeščanjem manjkajočih delov telesa in izdelavo teh delov iz ustreznih snovi.
1. ↑  Slovenski medicinski e-slovar[mrtva povezava]